# 苗栗縣鄉道列表
苗栗縣鄉道列表列出苗栗縣管轄境內的所有鄉道。苗栗縣鄉道目前由1號編至86號（含支線實際有119條）。已廢止路線以深色表示，另廢線的公路編號則不再填入起點和終點所在詳細位置。
| 目錄                                                               |
| ------------------------------------------------------------------ |
| 1.苗1線－苗20線 2.苗21線－苗40線 3.苗41線－苗60線 4.苗61線－苗86線 |

| 編號     | 路線名稱             | 起點行政區                 | 實際起點                     | 起點連接道路         | 終點行政區                   | 實際終點                                        | 終點連接道路                   | 里程   | 備註                           |
| -------- | -------------------- | -------------------------- | ---------------------------- | -------------------- | ---------------------------- | ----------------------------------------------- | ------------------------------ | ------ | ------------------------------ |
| 苗1線    | 清天泉－崁頭         | 香山區南港里、竹南鎮崎頂里 | 新竹市、苗栗縣界             | 香山區市區道路       | 竹南鎮佳興里                 | 民安街、光復路路口                              | 竹南鎮市區道路                 | 5.824  | [ 1 ] [ C 1 ] [ C 2 ]          |
| 苗2線    | 崎頂－九芎林         | 竹南鎮崎頂里               | 崎頂平交匝道                 | 台61線、 苗1線       | 頭份市珊湖里、峨眉鄉富興村   | 苗栗縣、新竹縣界                                | 台3線                          | 15.755 | [ 1 ] [ C 3 ]                  |
| 苗2-1線  | 壽山橋－鹿坑         | 竹南鎮崎頂里               | 保興街、仁愛路路口           | 苗2線                | 竹南鎮崎頂里、香山區南港里   | 苗栗縣、新竹市界（保興街、南港街101巷23弄路口） | 香山區市區道路                 | 2.517  |                                |
| 苗2-2線  | 崎頂－竹篙厝         | 竹南鎮崎頂里               | 和義街、仁愛路路口           | 苗2線                | 竹南鎮山佳里、大埔里         | 和興路、公義路路口                              | 台13線                         | 1.904  |                                |
| 苗2-3線  | 水流東－新竹縣界     | 頭份市流東里               | 新珊路、信德路路口           | 苗2線                | 頭份市流東里、寶山鄉寶斗村   | 苗栗縣、新竹縣界                                | 竹47線                         | 3.131  | [ 1 ] [ C 4 ] [ C 5 ]          |
| 苗2-4線  | 竹篙厝－後庄         | -                          | -                            | -                    | -                            | -                                               | -                              | 0.320  | 廢止為一般道路                 |
| 苗3線    | 香山交流道－渡船頭   | 竹南鎮公義里               | 香山交流道北側               | 台13線               | 造橋鄉龍昇村、談文村         | 五福大橋南端                                    | 苗9線                          | 11.344 | [ 1 ] [ C 6 ]                  |
| 苗3-1線  | 橋仔頭－臺拓         | 竹南鎮天文里、龍鳳里       | 龍江街、龍山路路口           | 苗3線                | 竹南鎮海口里、港墘里           | 竹南平交匝道                                    | 台61線、 台1己線               | 4.355  | [ 1 ] [ C 7 ]                  |
| 苗3-2線  | 竹圍－港仔墘         | 竹南鎮海口里                 | 仁德路、明勝路路口           | 苗3線                | 竹南鎮港墘里                 | 中港溪海口堤防前                                | 竹南鎮水防道路                 | 1.035  | [ 1 ] [ C 8 ]                  |
| 苗3-3線  | 海防哨－ 北門橋      | -                          | -                            | -                    | -                            | -                                               | -                              | 1.367  | 廢止為一般道路                 |
| 苗4線    | 大坪－十分溝         | 竹南鎮公義里               | 正義路、公義路路口           | 台13線               | 竹南鎮公義里、香山區中隘里   | 苗栗縣、新竹市界                                | 香山區市區道路                 | 0.964  | [ C 9 ]                        |
| 苗5線    | 東興大橋－下林坪     | 頭份市仁愛里、和平里       | 水源路、濱江街路口           | 頭份市市區道路       | 三灣鄉北埔村                 | 下林坪                                          | 台3線                          | 11.917 | [ 1 ] [ C 10 ]                 |
| 苗5-1線  | 瓦窯下－肚兜角       | 頭份市下興里               | 新興街、水源路路口           | 苗5線                | 三灣鄉三灣村                 | 民生街、中正路路口                              | 縣道124號                      | 6.017  | [ 1 ] [ C 11 ]                 |
| 苗5-2線  | 牛湖凸－尖山         | 頭份市下興里               | 牛湖凸南側                   | 苗5線                | 頭份市廣興里、尖山里           | 廣興西側                                        | 台13線                         | 4.050  | [ 1 ] [ C 12 ]                 |
| 苗6線    | 後壁園－豐富         | 後龍鎮北龍里、大庄里         | 新港三路、光華路路口         | 台1線                | 後龍鎮豐富里                 | 新港三路、造豐路路口                            | 台13甲線                       | 4.045  | [ 2 ] [ C 13 ]                 |
| 苗6-1線  | 海口－五福大橋       | -                          | -                            | -                    | -                            | -                                               | -                              | 2.737  | 廢止，全線被併入苗3線          |
| 苗6-2線  | 海口－港仔乾         | -                          | -                            | -                    | -                            | -                                               | -                              | 1.039  | 廢止，全線改編苗3-2線          |
| 苗7線    | 土牛口－上坪         | 頭份市土牛里、頭份里       | 興隆路、中正路路口           | 縣道124號            | 頭份市興隆里                 | 興隆路、興埔街路口                              | 苗2線                          | 3.559  |                                |
| 苗8線    | 外埔－獅子頭         | 後龍鎮外埔里、海埔里       | 外埔國小西側                 | 縣道126號            | 後龍鎮校椅里                 | 新港二路、造豐路路口                            | 台13甲線                       | 9.475  | [ 2 ] [ C 14 ]                 |
| 苗8-1線  | 大山－四份           | -                          | -                            | -                    | -                            | -                                               | -                              | 1.928  | 廢止為一般道路                 |
| 苗9線    | 小湖－田心子         | 造橋鄉談文村               | 小湖                         | 苗14線               | 後龍鎮北龍里                 | 龍山路、中華路路口                              | 縣道126號                      | 11.121 |                                |
| 苗9-1線  | 崩崁腳－九車籠       | 造橋鄉談文村               | 崩崁腳西北側                 | 苗9線                | 造橋鄉龍昇村                 | 九車籠                                          | 台1線                          | 2.088  |                                |
| 苗10線   | 後湖內－中尖山       | 造橋鄉朝陽村               | 朝陽路、仁愛路路口           | 台1線、 台13甲線     | 頭份市尖下里                 | 尖豐路578巷、尖豐路路口                         | 台13線                         | 2.441  | [ 1 ] [ C 15 ]                 |
| 苗11線   | 小外埔－下浮尾       | 後龍鎮海埔里               | 外埔                         | 縣道126號            | 後龍鎮東明里                   | 大山腳路、龍山路路口                            | 苗9線                          | 3.487  |                                |
| 苗11-1線 | 四份子－溪州         | 後龍鎮大山里、溪洲里       | 四份仔路、大山腳路路口       | 苗11線               | 後龍鎮溪洲里                 | 後龍觀海大橋北側橋下                            | 後龍鎮水防道路                 | 3.339  |                                |
| 苗12線   | 田心子－茄苳坑       | 後龍鎮北龍里               | 成功路、中山路路口           | 後龍鎮市區道路       | 頭屋鄉明德村                 | 茄苳坑                                          | 台13線                         | 16.810 | [ 1 ] [ C 16 ]                 |
| 苗12-1線 | 新港－八十尺橋       | 後龍鎮埔頂里、新民里       | 新港萬善廟前                 | 苗12線               | 後龍鎮埔頂里、校椅里         | 高鐵二路、新港一路路口                          | 苗12線                         | 2.495  | [ 1 ] [ C 17 ]                 |
| 苗12-2線 | 阿義埤－庶部         | -                          | -                            | -                    | -                            | -                                               | -                              | 2.190  | 廢止為一般道路                 |
| 苗12-3線 | 雙合窩－錦水中心     | -                          | -                            | -                    | -                            | -                                               | -                              | 4.225  | 廢止，全線改編苗14-1線、苗15線 |
| 苗13線   | 埔頂－福安           | 後龍鎮埔頂里               | 中心路、中華路路口           | 台1線                | 苗栗市北苗里                 | 英才路、國華路路口                              | 台13線                         | 6.027  | [ 3 ] [ C 18 ]                 |
| 苗14線   | 小湖－八股           | 造橋鄉談文村、龍昇村       | 龍昇、談文村界附近           | 台1線                | 三灣鄉大河村                 | 大河底西側                                      | 台3線                          | 15.620 | [ 1 ] [ C 19 ]                 |
| 苗14-1線 | 大坪－錦水           | 造橋鄉大西村               | 大坪                         | 苗14線               | 造橋鄉錦水村                 | 錦水社區活動中心前                              | 台13線                         | 2.248  | [ 1 ] [ C 20 ]                 |
| 苗14-2線 | 二坪－大龍           | -                          | -                            | -                    | -                            | -                                               | -                              | 1.627  | 廢止，全線改編苗14線           |
| 苗15線   | 尖山－東興莊         | 頭份市尖山里、竹南鎮公館里 | 文英街、中華南路路口         | 台1線                | 頭屋鄉獅潭村                 | 東興庄                                          | 縣道126號                      | 15.046 | [ 1 ] [ C 21 ]                 |
| 苗15-1線 | 北興橋－下庄         | 頭屋鄉北坑村               | 北興橋北側                   | 苗15線               | 頭屋鄉明德村                 | 茄苳坑橋                                        | 台13線                         | 4.077  | [ 1 ] [ C 22 ]                 |
| 苗16線   | 響隆橋－環湖橋       | 頭屋鄉明德村               | 響隆橋北側                   | 台13線／縣道126號    | 頭屋鄉明德村                 | 環湖橋北端                                      | 縣道126號                      | 6.281  | [ 1 ] [ C 23 ]                 |
| 苗17線   | 四分子－竹窩         | 頭份市斗煥里               | 斗煥坪東側                   | 縣道124號            | 造橋鄉大龍村                 | 暗潭坑西側                                      | 造橋鄉山路                     | 15.585 | [ 1 ] [ C 24 ]                 |
| 苗17-1線 | 內灣－小銅鑼圈       | 三灣鄉內灣村               | 油茶下                       | 苗17線               | 三灣鄉銅鏡村                 | 水頭屋大橋南端                                  | 台3線／縣道124號、 縣道124丙線 | 1.820  |                                |
| 苗17-2線 | 內灣村－三灣村       | 三灣鄉內灣村               | 油茶下                       | 苗17線               | 三灣鄉三灣村                 | 三灣北側                                        | 縣道124號                      | 2.158  |                                |
| 苗17-3線 | 永和村－永和山水庫   | -                          | -                            | -                    | -                            | -                                               | -                              | 3.832  | 廢止，全線改編苗5-1線          |
| 苗17-4線 | 劍潭雙龍－三百六坑   | -                          | -                            | -                    | -                            | -                                               | -                              | 2.697  | 廢止為一般道路                 |
| 苗18線   | 小銅鑼圈－富興       | 三灣鄉銅鏡村               | 峨嵋橋北側                   | 台3線／縣道124號     | 三灣鄉銅鏡村、峨眉鄉湖光村   | 苗栗縣、新竹縣界                                | 峨眉鄉市區道路                 | 1.875  | [ 1 ] [ C 25 ] [ C 26 ]        |
| 苗18-1線 | 峨嵋鄉界－銅鏡村     | -                          | -                            | -                    | -                            | -                                               | -                              | 1.020  | 廢止，部分路段改編苗19-2線     |
| 苗19線   | 銅鑼圈－北灣         | 三灣鄉銅鏡村、三灣村       | 銅鑼圈                       | 台3線／縣道124號     | 南鄉獅山村                   | 北灣                                            | 縣道124號                      | 6.301  |                                |
| 苗19-1線 | 祭山湖－新竹縣界     | 三灣鄉頂寮村               | 巴巴坑道附近                 | 苗19線               | 三灣鄉頂寮村、峨眉鄉七星村   | 苗栗縣、新竹縣界                                | 峨眉鄉山路                     | 2.359  | [ 1 ] [ C 27 ]                 |
| 苗19-2線 | 新竹縣界－九寮坪     | 峨眉鄉湖光村、三灣鄉銅鏡村 | 新竹縣、苗栗縣界（銅富大橋） | 峨眉鄉市區道路       | 三灣鄉銅鏡村                 | 大銅鑼圈南側                                    | 苗19線                         | 1.000  | [ 1 ] [ C 28 ]                 |
| 苗20線   | 下員林－勸化堂       | 南鄉員林村                 | 下員林                       | 台3線                | 南鄉獅山村                   | 獅頭山上                                        | 南鄉山路                       | 8.200  |                                |
| 苗20-1線 | 下員林－大南埔       | 南鄉員林村                 | 南庄鄉農會農夫市集前           | 縣道124乙線          | 南庄鄉南富村                   | 南富橋北側                                      | 苗20線                         | 2.628  | [ 1 ] [ C 29 ]                 |
| 苗20-2線 | 獅山－百段崎         | 南鄉獅山村                 | 田美礦場                     | 苗20線               | 南庄鄉獅山村、峨眉鄉七星村     | 苗栗縣、新竹縣界                                | 竹41線                         | 1.765  |                                |
| 苗20-3線 | 水龍－桂竹林         | -                          | -                            | -                    | -                            | -                                               | -                              | 2.396  | 廢止，全線被併入縣道124乙線    |
| 苗21線   | 鳥蛇嘴－風美         | 南庄鄉田美村、東村           | 烏蛇嘴                       | 縣道124號            | 南鄉東河村                   | 鹿場                                            | 南鄉山路                       | 16.886 | [ 1 ] [ C 30 ]                 |
| 苗21-1線 | 車河－新竹縣界       | 南鄉東河村                 | 中興橋北側                   | 苗21線               | 南庄鄉東河村、北埔鄉外坪村     | 苗栗縣、新竹縣界                                | 竹37-1線                       | 4.461  | [ 1 ] [ C 31 ]                 |
| 苗22線   | 扒子岡－六份         | 頭屋鄉象山村               | 扒子岡東側                   | 台13線／縣道126號    | 獅潭鄉永興村                 | 新店一橋北側                                    | 台3線                          | 11.785 |                                |
| 苗23線   | 尖山隧道－大坑口     | 公館鄉尖山村               | 尖山隧道西側                 | 苗25線               | 公館鄉大坑村、館東村         | 大安橋南端                                      | 苗24線                         | 4.881  | [ 1 ] [ C 32 ]                 |
| 苗23-1線 | 五穀岡－下大坑口     | 公館鄉五谷村               | 五穀國小西北側               | 台6線                | 公館鄉仁安村、大坑村         | 上大坑口                                        | 苗23線                         | 2.220  | [ 1 ] [ C 33 ]                 |
| 苗24線   | 中興工業區－八角林   | 銅鑼鄉中平村               | 中興工業區東側               | 縣道128號            | 獅潭鄉新豐村                 | 八角林                                          | 台3線                          | 14.559 | [ 1 ] [ C 34 ]                 |
| 苗24-1線 | 中心埔－館中村       | 銅鑼鄉中平村               | 中心埔                       | 苗27線               | 公館鄉館南村                 | 館南街、通明街路口                              | 苗24線                         | 1.396  | [ 1 ] [ C 35 ]                 |
| 苗24-2線 | 協雲宮－北寮         | 公館鄉大坑村               | 八角坑                       | 苗24線               | 公館鄉福德村                 | 北寮                                            | 台6線                          | 4.324  | [ 1 ] [ C 36 ]                 |
| 苗25線   | 頭屋－福基           | 頭屋鄉獅潭村               | 獅豐橋北端                   | 縣道126號            | 公館鄉福基村                 | 福基派出所                                      | 台6線                          | 16.111 | [ 3 ] [ C 37 ]                 |
| 苗25-1線 | 二岡坪－四方石       | 頭屋鄉曲洞村               | 二岡坪                       | 苗25線               | 頭屋鄉飛鳳村                 | 四方石                                          | 頭屋鄉山路                     | 6.487  | [ 1 ] [ C 38 ]                 |
| 苗25-2線 | 五谷岡－仁安         | -                          | -                            | -                    | -                            | -                                               | -                              | 2.138  | 廢止，全線改編苗23-1線         |
| 苗26線   | 新東大橋－新店       | 苗栗市維新里、勝利里       | 新東街、經國路路口           | 台6線                | 獅潭鄉和興村                 | 新和橋南側                                      | 台3線、 苗66線                 | 11.591 | [ 1 ] [ C 39 ]                 |
| 苗26-1線 | 二岡坪－萬安橋       | 頭屋鄉曲洞村               | 曲洞社區活動中心旁           | 苗25-1線             | 公館鄉北河村                 | 萬安橋東側                                      | 苗26線                         | 3.670  | [ 1 ] [ C 40 ]                 |
| 苗26-2線 | 鶴岡口－北河活動中心 | 公館鄉五谷村               | 鶴岡口                       | 台6線                | 公館鄉北河村                 | 北河社區活動中心旁                              | 苗26線                         | 5.566  | [ 1 ] [ C 41 ]                 |
| 苗27線   | 嘉盛－上福基         | 苗栗市嘉盛里               | 復興路、為公路路口           | 台13線               | 公館鄉福基村                 | 上福基                                          | 台6線                          | 15.206 |                                |
| 苗27-1線 | 芒埔－玉清大橋       | 苗栗市玉清里、玉華里       | 玉清路、復興路路口           | 苗27線               | 頭屋鄉曲洞村                 | 玉清大橋東端                                    | 苗25線                         | 1.727  | [ 1 ] [ C 42 ]                 |
| 苗28線   | 西湖－苗栗           | 西湖鄉金獅村               | 三湖                         | 縣道119號            | 苗栗市大同里、高苗里         | 中山路、國華路路口                              | 台13線                         | 7.897  |                                |
| 苗28-1線 | 風爐缺－新勝         | 苗栗市新英里               | 風爐缺                       | 苗28線               | 苗栗市南勢里                 | 新英國小旁                                      | 台13線                         | 3.750  | [ 1 ] [ C 43 ]                 |
| 苗28-2線 | 北坑－伯公坑         | -                          | -                            | -                    | -                            | -                                               | -                              | 3.525  | 廢止為一般道路                 |
| 苗29線   | 後龍－南勢           | 後龍鎮龍坑里                 | 後龍溪橋南側                 | 台1線                | 苗栗市南勢里                 | 坪頂西                                          | 台13線                         | 12.599 | [ 3 ] [ C 44 ]                 |
| 苗29-1線 | 麻園坑口－漁市場     | 苗栗市新川里               | 圓墩                         | 台6線                | 苗栗市新川里、文山里         | 苗栗市示範公墓前                                | 苗29線                         | 2.039  | [ 1 ] [ C 45 ]                 |
| 苗30線   | 上南勢坑－南苗       | 苗栗市南勢里               | 國立聯合大學八甲校區校門口   | 苗28-1線             | 苗栗市恭敬里                 | 聯大路、中山路路口                              | 台13線                         | 2.643  | [ 4 ] [ C 46 ]                 |
| 苗31線   | 南勢山－番社         | 西湖鄉二湖村               | 東和鋼鐵公司西側             | 台1線                | 通霄鎮內湖里                 | 北勢窩路、烏眉路路口                            | 縣道128號                      | 11.698 |                                |
| 苗31-1線 | 內湖島－糯仔田       | 通霄鎮內島里               | 內湖島北側                   | 台1線                | 通霄鎮內島里、福龍里         | 糯仔田北側                                      | 苗31線                         | 3.150  |                                |
| 苗32線   | 過港－南勢山         | 通霄鎮白東里               | 白沙屯                       | 台1線                | 後龍鎮南港里                 | 南勢山                                          | 台1線                          | 5.339  |                                |
| 苗33線   | 赤土崎－竹森活動中心 | 後龍鎮南港里               | 赤土崎                       | 苗32線               | 銅鑼鄉竹森村、朝陽村         | 法龍寺                                          | 縣道119號                      | 19.483 | [ 1 ] [ C 47 ]                 |
| 苗33-1線 | 中埔－上灣           | 西湖鄉下埔村               | 中埔                         | 苗33線               | 西湖鄉五湖村                 | 上灣                                            | 縣道119號                      | 0.818  | [ 1 ] [ C 48 ]                 |
| 苗34線   | 烏眉－五湖口         | 通霄鎮烏眉里               | 烏眉東側                     | 縣道128號            | 苗栗市南勢里                 | 五湖口                                          | 台13線                         | 9.656  | [ 1 ] [ C 49 ]                 |
| 苗34-1線 | 下高埔－高埔         | -                          | -                            | -                    | -                            | -                                               | -                              | 1.250  | 廢止，全線被併入苗33線         |
| 苗34-2線 | 西湖－五湖坑         | -                          | -                            | -                    | -                            | -                                               | -                              | 6.844  | 廢止，全線改編苗81線           |
| 苗34-3線 | 龍洞大橋－茅仔埔     | -                          | -                            | -                    | -                            | -                                               | -                              | 2.488  | 廢止，全線改編苗81-1線         |
| 苗34-4線 | 德龍宮－獻功橋       | -                          | -                            | -                    | -                            | -                                               | -                              | 1.518  | 廢止，全線改編苗34線           |
| 苗34-5線 | 顯化宮－八甲         | -                          | -                            | -                    | -                            | -                                               | -                              | 1.317  | 廢止為一般道路                 |
| 苗35線   | 石頭灣－烏眉         | 西湖鄉四湖村               | 四湖                         | 縣道119號            | 通霄鎮烏眉里                 | 烏眉國小南側                                    | 縣道128號                      | 5.271  |                                |
| 苗35-1線 | 北窩－下店           | 通霄鎮福龍里、福源里       | 大坪橋北側                   | 苗31線               | 通霄鎮烏眉里                 | 烏眉國小北側                                    | 苗35線                         | 1.215  |                                |
| 苗36線   | 通霄交流道－南窩橋   | 通霄鎮內湖                 | 楓樹口                       | 縣道128號            | 通霄鎮烏眉里                 | 南窩橋西側                                      | 縣道128號                      | 4.522  |                                |
| 苗36-1線 | 馬家庄－ 烘爐崎      | 通霄鎮楓樹里               | 楓樹橋                       | 苗36線               | 通霄鎮楓樹里                 | 烘爐崎                                          | 通霄鎮山路                     | 2.624  |                                |
| 苗37線   | 通南里－芎蕉坑       | 通霄鎮通南里               | 坪頂路、中山路路口           | 台1線                | 苑裡鎮蕉埔里                 | 芎蕉坑                                          | 縣道130號                      | 10.197 |                                |
| 苗38線   | 圓仔山－圓印         | 通霄鎮城北里               | 圓山橋北側                   | 縣道121號            | 銅鑼鄉樟樹村                 | 樟九大橋東側                                    | 銅鑼鄉市區道路                 | 11.398 | [ 1 ] [ C 50 ]                 |
| 苗38-1線 | 竹森－旱坑           | 銅鑼鄉竹森村               | 竹森橋西側                   | 縣道128號            | 銅鑼鄉九湖村                 | 興善橋南端                                      | 苗38線                         | 4.481  | [ 1 ] [ C 51 ]                 |
| 苗38-2線 | 竹森大橋－九湖村     | -                          | -                            | -                    | -                            | -                                               | -                              | 2.606  | 廢止，全線改編苗38-1線         |
| 苗38-3線 | 法龍寺－三座厝       | -                          | -                            | -                    | -                            | -                                               | -                              | 1.132  | 廢止，全線改編苗33線           |
| 苗38-4線 | 樟樹長潭－通霄       | -                          | -                            | -                    | -                            | -                                               | -                              | 3.762  | 廢止為一般道路                 |
| 苗39線   | 苑裡港－海口         | 苑裡鎮苑港里                 | 苑港漁港東側                 | 苑裡鎮市區道路       | 苑裡鎮房裡里                 | 苑裡漁港                                        | 無                             | 3.807  | [ 1 ] [ C 52 ]                 |
| 苗39-1線 | 苑裡里－通霄慈雲寺   | -                          | -                            | -                    | -                            | -                                               | -                              | 1.636  | 廢止為一般道路                 |
| 苗40線   | 出水－南和國小       | 苑裡鎮西平里               | 出水                         | 苑裡鎮水防道路       | 通霄鎮南和里                 | 南和國中                                        | 縣道121號                      | 9.537  |                                |
| 苗40-1線 | 苑坑－水柳坡         | 苑裡鎮苑坑里、水坡里         | 何厝                         | 苗40線               | 苑裡鎮水坡里                 | 水坡社區活動中心東側                            | 縣道121號                      | 2.144  | [ 1 ] [ C 53 ]                 |
| 苗41線   | 灣瓦－南通霄灣       | 後龍鎮中和里               | 灣瓦                         | 苗33線               | 通霄鎮通灣里                 | 南通霄灣                                        | 通霄鎮市區道路                 | 14.589 | [ 1 ] [ C 54 ]                 |
| 苗41-1線 | 船頭埔－房裡         | -                          | -                            | -                    | -                            | -                                               | -                              | 0.671  | 廢止為一般道路                 |
| 苗42線   | 東山橋－水尾         | 苑裡鎮苑東里、苑南里       | 初中路、建國路路口           | 苗40線               | 通霄鎮坪頂里                 | 台灣高鐵苑裡隧道北側                            | 苗40線                         | 5.466  | [ 1 ] [ C 55 ]                 |
| 苗43線   | 顏厝－水門           | 苑裡鎮舊社里               | 舊社南側                     | 縣道121號            | 苑裡鎮上館里                 | 水門                                            | 縣道140號                      | 7.296  | [ 1 ] [ C 56 ]                 |
| 苗43-1線 | 南勢里－玉田         | 苑裡鎮南勢里               | 泉水孔                       | 苗43線               | 苑裡鎮山柑里、大甲區幸福里   | 苗栗縣、臺中市界                                | 縣道140號                      | 2.586  |                                |
| 苗43-2線 | 新興橋－南勢林       | -                          | -                            | -                    | -                            | -                                               | -                              | 0.875  | 廢止為一般道路                 |
| 苗45線   | 社苓口－南路口       | 苑裡鎮舊社里、社苓里         | 社苓口                       | 縣道121號            | 苑裡鎮泰田里、上館里、南勢里 | 南路口                                          | 苗43線                         | 4.107  |                                |
| 苗46線   | 社苓坑－南勢         | 苑裡鎮泰田里                 | 社苓坑橋西端                 | 苗43線               | 苑裡鎮南勢里                 | 南勢橋北端                                      | 苗43線                         | 4.759  |                                |
| 苗47線   | 貓盂－社苓           | 苑裡鎮中正里               | 中正國小北側                 | 縣道130號            | 苑裡鎮上館里                 | 水門西側                                        | 縣道140號                      | 9.559  | [ 1 ] [ C 57 ]                 |
| 苗47-1線 | 山柑里－德心橋       | 苑裡鎮新復里               | 山柑尾橋北側                 | 台1線                | 苑裡鎮田心里                   | 德心橋南端                                      | 苗47線                         | 2.609  |                                |
| 苗48線   | 彎角－雙草湖         | 通霄鎮福興里               | 福興二號橋北側               | 縣道121號            | 三義鄉双湖村                   | 三義陸橋南端                                    | 台13線                         | 8.815  |                                |
| 苗49線   | 八股頭－六櫃         | 三義鄉廣盛村               | 六角亭南側                   | 台13線／縣道130號    | 三義鄉鯉魚潭村               | 三義鄉第十一公墓旁                              | 苗52-1線                       | 10.528 | [ 1 ] [ C 58 ]                 |
| 苗49-1線 | 重河－勝興           | 三義鄉廣盛村               | 福德祠西側                   | 縣道130號            | 三義鄉勝興村                 | 勝興北側                                        | 苗49線                         | 3.416  | [ 1 ] [ C 59 ]                 |
| 苗50線   | 舊社口－凍腳         | 苑裡鎮舊社里               | 山腳國小西側                 | 縣道121號／縣道130號 | 苑裡鎮石鎮里                 | 福祥橋北端                                      | 苑裡鎮山路                     | 5.496  | [ 1 ] [ C 60 ]                 |
| 苗50-1線 | 介壽橋－余厝莊       | 苑裡鎮蕉埔里               | 介壽橋北端                   | 縣道130號            | 苑裡鎮石鎮里                 | 石鎮                                            | 苗50線                         | 1.508  |                                |
| 苗51線   | 三義交流道－義里橋     | 三義鄉西湖村               | 三義交流道西側               | 台13線               | 三義鄉鯉魚潭村、后里區公館里 | 苗栗縣、臺中市界（舊義里大橋）                  | 后里區市區道路                 | 9.275  | [ 1 ] [ C 61 ]                 |
| 苗51-1線 | 八櫃－外莊           | 三義鄉西湖村               | 八櫃                         | 苗51線               | 三義鄉龍騰村                 | 中山橋東端                                      | 苗49線                         | 3.530  |                                |
| 苗52線   | 鯉魚口－酸柑湖       | 三義鄉鯉魚潭村             | 鯉魚口                       | 縣道140號            | 卓蘭鎮苗豐里、西坪里         | 北天三玄宮附近                                  | 台3線                          | 9.961  |                                |
| 苗52-1線 | 聖王崎下－上山下     | 三義鄉鯉魚潭村             | 聖王崎下                     | 苗51線               | 三義鄉鯉魚潭村               | 舊山線內社川橋西側                              | 苗52線                         | 2.419  | [ 5 ] [ C 62 ]                 |
| 苗52-2線 | 三櫃坑－松柏林       | 三義鄉鯉魚潭村             | 鯉魚潭水庫管理中心東側       | 苗52線               | 卓蘭鎮西坪里                 | 松柏林                                          | 苗52線                         | 5.088  | [ 5 ] [ C 63 ]                 |
| 苗52-3線 | 三櫃－雙坑           | 三義鄉鯉魚潭村             | 三櫃東側                     | 苗52線               | 大湖鄉新開村                 | 雙坑橋東端                                      | 台3線                          | 9.621  | [ 5 ] [ C 64 ]                 |
| 苗53線   | 三義交流道－上湖     | 三義鄉西湖村               | 三義交流道                   | 國道一號、 苗51線    | 三義鄉西湖村                 | 上湖南側                                        | 苗51線                         | 3.397  | [ 1 ] [ C 65 ]                 |
| 苗54線   | 石門－坑尾           | 大湖鄉栗林村               | 石門                         | 台3線                | 大湖鄉武榮村、卓蘭鎮景山里     | 景山社區活動中心東側                            | 苗55線                         | 4.369  |                                |
| 苗54-1線 | 景山－卓蘭           | -                          | -                            | -                    | -                            | -                                               | -                              | 9.003  | 廢止，全線改編苗57線           |
| 苗54-2線 | 雙連潭－花草坑       | -                          | -                            | -                    | -                            | -                                               | -                              | 5.622  | 廢止為一般道路                 |
| 苗55線   | 南湖－卓蘭大橋       | 大湖鄉義和村               | 義和社區活動中心             | 台3線                | 卓蘭鎮新厝里                 | 中正西路、經國路路口                            | 台3線                          | 18.293 | [ 1 ] [ C 66 ]                 |
| 苗55-1線 | 淋漓坪－隆基湖       | 大湖鄉義和村               | 武榮國小                     | 苗55線               | 大湖鄉東興村                 | 中正橋東側                                      | 大湖鄉山路                     | 3.269  |                                |
| 苗55-2線 | 四份－東志橋         | 大湖鄉栗林村               | 四份西南側                   | 台3線                | 大湖鄉武榮村、義和村         | 東志橋東側                                      | 苗55線                         | 3.723  |                                |
| 苗55-3線 | 景山－坪林           | 卓蘭鎮景山                 | 景山                         | 苗55線               | 卓蘭鎮坪林里                   | 坪林                                            | 苗55線                         | 2.091  |                                |
| 苗56線   | 深水－白石下         | 三義鄉龍騰村               | 勝興東南側                   | 苗49線               | 大湖鄉栗林村                 | 八份西北側                                      | 縣道130號                      | 9.152  |                                |
| 苗57線   | 竹橋－後蘭           | 卓蘭鎮景山                 | 竹橋                         | 苗54線               | 卓蘭鎮中街里                 | 中正路、中山路路口                              | 苗58線                         | 9.089  | [ 1 ] [ C 67 ]                 |
| 苗58線   | 竹圍－白布帆         | 卓蘭鎮新厝里               | 中山路、經國路路口           | 台3線                | 泰安鄉士林村、和平區自由里   | 苗栗縣、臺中市界（白布帆大橋）                  | 縣道140號                      | 10.997 |                                |
| 苗59線   | 白石下－柑仔樹下     | 公館鄉福德村               | 國光橋與出磺坑橋北端         | 台6線                | 銅鑼鄉盛隆村                 | 柑仔樹下                                        | 銅鑼鄉山路                     | 6.932  | [ 1 ] [ C 68 ]                 |
| 苗60線   | 龍湖－草崠           | 銅鑼鄉新隆村               | 新庄橋北側                     | 縣道119號            | 大湖鄉大寮村                 | 大寮社區活動中心南側                            | 台3線                          | 8.609  | [ 1 ] [ C 69 ]                 |
| 苗60-1線 | 南湖－興南橋         | 大湖鄉南湖村               | 興南橋東側                   | 苗60線               | 大湖鄉南湖村                 | 南湖北側                                        | 台3線                          | 2.478  | [ 1 ] [ C 70 ]                 |
| 苗60-2線 | 南湖－大寮           | -                          | -                            | -                    | -                            | -                                               | -                              | 2.474  | 廢止，全線改編苗60-1線         |
| 苗61線   | 大湖－梅象大橋       | 大湖鄉大湖村、明湖村       | 中山路、中原路路口           | 大湖鄉市區道路       | 泰安鄉象鼻村                 | 梅象橋南端                                      | 泰安鄉山路                     | 30.215 |                                |
| 苗62線   | 水尾坪－上島         | 大湖鄉富興村               | 彼岸橋東側                   | 台3線                | 泰安鄉錦水村                 | 虎山橋東端                                      | 無                             | 12.990 | [ 6 ] [ C 71 ]                 |
| 苗62-1線 | 清安－穀倉下         | 泰安鄉清安村               | 博愛二橋東側                 | 苗62線               | 泰安鄉中興村                 | 穀倉下                                          | 泰安鄉山路                     | 8.352  | [ 1 ] [ C 72 ]                 |
| 苗62-2線 | 象鼻嘴－上坪         | 獅潭鄉竹木村               | 獅潭端                       | 台72線、 台3線       | 大湖鄉富興村                 | 錦卦大橋南端                                    | 苗62線                         | 1.642  | [ 4 ] [ C 73 ]                 |
| 苗64線   | 楓樹崀－鹽水坑       | 獅潭鄉新豐村               | 楓樹崀                       | 台3線                | 泰安鄉八卦村                 | 八卦力                                          | 苗68線                         | 4.710  |                                |
| 苗64-1線 | 鹽水坑－八卦力       | -                          | -                            | -                    | -                            | -                                               | -                              | 2.700  | 廢止，全線改編苗68線           |
| 苗65線   | 和興－十九份         | 獅潭鄉和興村               | 和興二橋北端                 | 台3線                | 獅潭鄉和興村                 | 十九份                                          | 獅潭鄉山路                     | 3.787  |                                |
| 苗66線   | 新店－大東勢尾       | 獅潭鄉新店村、和興村       | 新和橋南端                   | 台3線、 苗26線       | 獅潭鄉新店村                 | 大東勢尾                                        | 獅潭鄉山路                     | 4.064  | [ 1 ] [ C 74 ]                 |
| 苗67線   | 土場－茂義           | -                          | -                            | -                    | -                            | -                                               | -                              | 1.362  | 廢止為一般道路                 |
| 苗68線   | 楓樹崀－粗坑         | 獅潭鄉豐林村               | 鹽水坑橋北側                 | 台3線                | 泰安鄉八卦村                 | 八卦力                                          | 苗64線                         | 2.521  | [ 1 ] [ C 75 ]                 |
| 苗69線   | 南路口－台中縣界     | 苑裡鎮南勢里、上館里       | 南路口                       | 苗43線               | 苑裡鎮上館里、玉田里         | 火炎山十路、玉豐十八路路口                      | 苑裡鎮市區道路                 | 1.957  | [ C 76 ]                       |
| 苗71線   | 龍泉－竹圍           | -                          | -                            | -                    | -                            | -                                               | -                              | 6.183  | 廢止，部分路段改編苗83線       |
| 苗72線   | 珠湖－盛隆           | -                          | -                            | -                    | -                            | -                                               | -                              | 4.931  | 廢止為一般道路                 |
| 苗73線   | 八燕－盛隆           | -                          | -                            | -                    | -                            | -                                               | -                              | 4.881  | 廢止為一般道路                 |
| 苗74線   | 新隆－盛隆           | -                          | -                            | -                    | -                            | -                                               | -                              | 7.527  | 廢止，部分路段改編苗59線       |
| 苗81線   | 西湖－五湖口         | 西湖鄉三湖村、龍洞村       | 西湖國小附近                 | 縣道119號            | 西湖鄉五湖村                 | 臺中線銅鑼隧道南側                              | 台13線                         | 7.272  | [ 1 ] [ C 77 ]                 |
| 苗81-1線 | 龍洞橋－茅仔埔       | 西湖鄉龍洞村               | 龍恩橋北側                   | 苗81線               | 西湖鄉五湖村                 | 茅仔埔東南側                                    | 縣道119號                      | 2.490  | [ 1 ] [ C 78 ]                 |
| 苗82線   | 番社－九湖大橋       | 通霄鎮平安里               | 竹林路、環市路路口           | 台1線                | 銅鑼鄉九湖村                 | 九湖大橋東側                                    | 台13線                         | 11.960 | [ 1 ] [ C 79 ]                 |
| 苗83線   | 銅鑼工業區－竹圍     | 銅鑼鄉銅鑼村               | 銅鑼工業區東側               | 縣道119號            | 銅鑼鄉樟樹村                 | 竹盛大橋東側                                    | 台13線                         | 4.155  | [ 1 ] [ C 80 ]                 |
| 苗86線   | 拱天宮－白沙屯       | 通霄鎮白東里               | 白沙屯拱天宮停車場           | 無                   | 通霄鎮白東里                 | 白沙屯交流道西側                                | 台1線                          | 0.729  | [ 7 ] [ C 81 ]                 |

### 勘誤
以下註解指出在中華民國交通部公告發布令（含附件）中的謬誤之處。
1. ↑  參照資料中，苗5線路線調整前里程為15.839公里，但是苗5線路線調整後實為延長，故原里程「15.839公里」應為誤植。
2. ↑  參照資料中作「峨嵋鄉界」，正確地名應作「峨眉鄉界」。
3. ↑  參照資料中作「鳥蛇嘴」，正確地名應作「烏蛇嘴」。
4. ↑  參照資料中作「車河」，正確地名應作「東河」。
5. ↑  參照資料中作「館中村」，正確地名應作「館南村」。
6. ↑  參照資料中作「社苓」，實際終點應作「水門」為宜。
7. ↑  參照資料中作「台中縣界」，由於臺中縣與臺中省轄市已合併升格，應作「台中市界」。

### 補充說明
1. ↑  由跨縣市鄉道苗市1線改編而來。
2. ↑  根據中華民國交通部2021年公告，原苗1線之部分路段廢止為一般道路，起點縮短至香山區南港里、竹南鎮崎頂里交界處。
3. ↑  根據中華民國交通部2021年公告，苗2線路線併入原苗2-3線之部分路段、頭份市親民路等路段，終點延長至與台3線相交處。
4. ↑  由跨縣鄉道竹苗47線改編而來。
5. ↑  根據中華民國交通部2021年公告，原苗2-3線之部分路段被併入苗2線，起點縮短至與苗2線相交處。
6. ↑  根據中華民國交通部2021年公告，苗3線路線併入原苗3-1線之部分路段、原苗6-1線之部分路段，終點延長至與苗9線相交處。
7. ↑  根據中華民國交通部2021年公告，原苗3-1線之部分路段被併入苗3線，其餘路段廢止為一般道路；新苗3-1線由竹南鎮龍江街（龍山路至龍江街273巷間）、竹南鎮龍江街273巷、竹南鎮無名道路等路段編成。
8. ↑  根據中華民國交通部2021年公告，原苗3-2線全線廢止為一般道路；新苗3-2線由原苗6-2線全線改編而成。
9. ↑  由跨縣市鄉道苗市竹4線改編而來。
10. ↑  根據中華民國交通部2021年公告，苗5線路線併入三灣鄉無名道路，終點延長至與台3線相交處。
11. ↑  根據中華民國交通部2021年公告，原苗5-1線全線改編為新苗5-2線；新苗5-1線由頭份市水源路、原苗17-3線全線等路段編成。
12. ↑  根據中華民國交通部2021年公告，原苗5-2線全線廢止為一般道路；新苗5-2線由原苗5-1線全線改編而成。
13. ↑  根據中華民國交通部2014年公告，原苗6線之部分路段被併入縣道124號；新苗6線由後龍鎮新港三路編成。
14. ↑  根據中華民國交通部2014年公告，苗8線路線併入後龍鎮無名道路、後龍鎮高鐵六路、後龍鎮新港二路等路段，終點延長至與台13甲線相交處。
15. ↑  根據中華民國交通部2021年公告，原苗10線之部分路段被併入苗15線，其餘路段併入造橋鄉朝陽路編成新苗10線，起點改至與台1線、台13甲線相交處。
16. ↑  根據中華民國交通部2021年公告，原苗12線之中途路段改編為新苗12-1線，新線改行後龍鎮新港一路。
17. ↑  根據中華民國交通部2021年公告，原苗12-1線全線廢止為一般道路；新苗12-1線由原苗12線之部分路段改編而成。
18. ↑  根據中華民國交通部2013年公告，苗13線路線併入苗栗市經國路五段、苗栗市文發路、苗栗市英才路等路段，終點延長至與台13線相交處。
19. ↑  根據中華民國交通部2021年公告，原苗14線之中途路段廢止為一般道路，新線改行原苗14-2線全線。
20. ↑  根據中華民國交通部2021年公告，原苗14-1線之部分路段被併入苗15線以及改編為新苗15-1線，其餘路段併入原苗12-3線全線編成新苗14-1線，起點改至與台13線相交處（錦水社區活動中心前）。
21. ↑  根據中華民國交通部2021年公告，苗15線路線併入原苗10線之部分路段、造橋鄉朝陽路、造橋鄉平仁路、原苗12-3線之部分路段、原苗14-1線之部分路段、頭屋鄉無名道路等路段，起點延長至與台1線相交處，終點延長至與縣道126號相交處。
22. ↑  根據中華民國交通部2021年公告，原苗15-1線全線廢止為一般道路；新苗15-1線由原苗14-1線之部分路段改編而成。
23. ↑  根據中華民國交通部2021年公告，原苗16線之部分路段廢止為一般道路，其餘路段併入頭屋鄉無名道路編成新苗16線，終點改至與縣道126號相交處（環湖橋北端）。
24. ↑  根據中華民國交通部2021年公告，原苗17線之中途路段廢止為一般道路，新線改行造橋鄉無名道路。
25. ↑  由跨縣鄉道苗竹18線改編而來。
26. ↑  根據中華民國交通部2021年公告，原苗18線之部分路段廢止為一般道路，終點縮短至三灣鄉銅鏡村、峨眉鄉湖光村交界處。
27. ↑  根據中華民國交通部2021年公告，原苗19-1線終點延長至至三灣鄉頂寮村、峨眉鄉七星村交界處。
28. ↑  根據中華民國交通部2021年公告，新苗19-2線由原苗18-1線之部分路段改編而成。
29. ↑  根據中華民國交通部2021年公告，原苗20-1線全線廢止為一般道路；新苗20-1線由南庄鄉無名道路編成。
30. ↑  根據中華民國交通部2021年公告，苗21線路線併入南庄鄉無名道路、南庄鄉民生街、南庄鄉中正路等路段，起點延長至與縣道124號相交處。
31. ↑  根據中華民國交通部2021年公告，新苗21-1線由南庄鄉無名道路編成。
32. ↑  根據中華民國交通部2021年公告，新苗23線由原苗25-1線之部分路段改編而成。
33. ↑  根據中華民國交通部2021年公告，新苗23-1線由原苗25-2線全線改編而成。
34. ↑  根據中華民國交通部2021年公告，原苗24線之部分路段改編為新苗24-1線、新苗24-2線，其餘路段併入銅鑼鄉無名道路、公館鄉無名道路、公館鄉通明街、原苗24-2線全線等路段編成新苗24線，起點改至與縣道128號相交處（台72線銅鑼交流道附近），終點改至與台3線相交處。
35. ↑  根據中華民國交通部2021年公告，原苗24-1線全線廢止為一般道路；新苗24-1線由銅鑼鄉無名道路、公館鄉無名道路、原苗24線之部分路段等路段編成。
36. ↑  根據中華民國交通部2021年公告，原苗24-2線全線被併入苗24線；新苗24-2線由原苗24線之部分路段編成。
37. ↑  根據中華民國交通部2013年公告，原苗25線起點延長至與縣道126號相交處。
38. ↑  根據中華民國交通部2021年公告，原苗25-1線全線改編為新苗23線、新苗26線；新苗25-1線由頭屋鄉無名道路編成。
39. ↑  根據中華民國交通部2021年公告，原苗26線之部分路段改編為新苗26-1線，其餘路段併入原苗25-1線之部分路段、原苗26-2線全線、公館鄉無名道路、獅潭鄉無名道路等路段編成新苗26線，起點改至與台6線相交處（新東大橋西端），終點改至與台3線、苗66線相交處。
40. ↑  根據中華民國交通部2021年公告，原苗26-1線全線廢止為一般道路；新苗26-1線由頭屋鄉無名道路、公館鄉無名道路等路段編成。
41. ↑  根據中華民國交通部2021年公告，原苗26-2線全線改編為新苗26線；新苗26-2線由原苗26線之部分路段編成。
42. ↑  根據中華民國交通部2021年公告，原苗27-1線全線廢止為一般道路；新苗27-1線由苗栗市玉清路、公館鄉玉清路、頭屋鄉無名道路等路段編成。
43. ↑  根據中華民國交通部2021年公告，原苗28-1線之部分路段廢止為一般道路，其餘路段併入苗栗市無名道路、苗栗市聯大南路等路段編成新苗28-1線，終點改至與台13線相交處。
44. ↑  根據中華民國交通部2013年公告，原苗29線之部分路段廢止為一般道路，其餘路段併入苗栗市經國路五段、苗栗市無名道路、後龍鎮無名道路等路段編成新苗29線，起點改至與台1線相交處。
45. ↑  根據中華民國交通部2021年公告，原苗29-1線全線廢止為一般道路；新苗29-1線由苗栗市無名道路編成。
46. ↑  根據中華民國交通部2017年公告，新苗30線由苗栗市聯大路編成。
47. ↑  根據中華民國交通部2021年公告，苗33線路線併入原苗34-4線之部分路段、西湖鄉無名道路、原苗34線之部分路段、原苗34-1線全線、原苗38-3線全線等路段，終點延長至與縣道119號相交處。
48. ↑  根據中華民國交通部2021年公告，原苗33-1線之部分路段改編為新苗41線，其餘路段廢止為一般道路；新苗33-1線由原苗34線之部分路段改編而成。
49. ↑  根據中華民國交通部2021年公告，原苗34線之中途路段廢止為一般道路、被併入苗33線以及改編為新苗33-1線，新線改行原苗34-4線全線、西湖鄉五湖街等路段。
50. ↑  根據中華民國交通部2021年公告，原苗38線起點至0k+982廢止為一般道路，新線改行無名道路沿土城溪北岸以銜接縣道121號。
51. ↑  根據中華民國交通部2021年公告，原苗38-1線之部分路段改編為新苗82線，其餘路段併入原苗38-2線全線、銅鑼鄉無名道路等路段編成新苗38-1線，起點改至與縣道128號相交處，終點改至與苗38線相交處。
52. ↑  根據中華民國交通部2021年公告，原苗39線之中途路段廢止為一般道路，新線改行苑裡鎮介壽路。
53. ↑  根據中華民國交通部2021年公告，原苗40-1線之部分路段改編為新苗42線，其餘路段併入原苗42線之部分路段編成新苗40-1線，終點改至與縣道121號相交處。
54. ↑  根據中華民國交通部2021年公告，原苗41線全線廢止為一般道路；新苗41線由原苗33-1線之部分路段、後龍鎮無名道路、通霄鎮無名道路、通霄鎮漁港路等路段編成。
55. ↑  根據中華民國交通部2021年公告，原苗42線之部分路段改編為新苗40-1線，其餘路段併入原苗40-1線之部分路段編成新苗42線，終點改至與苗40線相交處。
56. ↑  根據中華民國交通部2021年公告，原苗43線之部分路段被併入苗50線以及廢止為一般道路，其餘路段併入苑裡鎮德行路編成新苗43線，起點改至與縣道121號相交處（舊社南側）。
57. ↑  根據中華民國交通部2021年公告，原苗47線之部分路段廢止為一般道路，其餘路段併入苑裡鎮無名道路編成新苗47線，起點位置僅西移一個路口。
58. ↑  根據中華民國交通部2021年公告，原苗49線之部分路段改編為新苗49-1線，其餘路段併入原苗49-1線全線編成新苗49線，起點改至與台13線相交處（六角亭南側）。
59. ↑  根據中華民國交通部2021年公告，原苗49-1線全線被併入苗49線；新苗49-1線由原苗49線之部分路段編成。
60. ↑  根據中華民國交通部2021年公告，苗50線路線併入原苗43線之部分路段，終點延長至與縣道121號相交處。
61. ↑  根據中華民國交通部2021年公告，原苗51線終點位置移至義里橋上（苗栗縣與臺中市交界）。
62. ↑  根據中華民國交通部2012年公告，新苗52-1線由三義鄉無名道路編成。
63. ↑  根據中華民國交通部2012年公告，新苗52-2線由三義鄉無名道路、卓蘭鎮無名道路編成。
64. ↑  根據中華民國交通部2012年公告，新苗52-3線由三義鄉無名道路、大湖鄉無名道路編成。
65. ↑  根據中華民國交通部2021年公告，新苗53線由三義鄉無名道路編成。
66. ↑  根據中華民國交通部2021年公告，苗55線路線併入卓蘭鎮中正西路，終點延長至與台3線相交處（卓蘭工務所前）。
67. ↑  根據中華民國交通部2021年公告，新苗57線由原苗54-1線全線改編而成。
68. ↑  根據中華民國交通部2021年公告，新苗59線由公館鄉無名道路、原苗74線之部分路段等路段改編而成。
69. ↑  根據中華民國交通部2021年公告，原苗60線之中途路段廢止為一般道路，新線改行原苗60-1線全線。
70. ↑  根據中華民國交通部2021年公告，原苗60-1線全線改編為新苗60線；新苗60-1線由原苗60-2線全線改編而成。
71. ↑  根據中華民國交通部2016年公告，原苗62線之八卦力至下半天寮路段廢止為一般道路，新線改行泰安鄉無名道路。
72. ↑  根據中華民國交通部2021年公告，苗62-1線路線併入泰安鄉無名道路，終點延長。
73. ↑  根據中華民國交通部2017年公告，新苗62-2線由獅潭鄉無名道路、大湖鄉無名道路等路段編成。
74. ↑  根據中華民國交通部2021年公告，苗66線路線併入獅潭鄉無名道路，終點延長至與台3線、苗26線相交處。
75. ↑  根據中華民國交通部2021年公告，原苗68線全線廢止為一般道路；新苗68線由原苗64-1線全線改編而成。
76. ↑  由跨縣鄉道中苗4線改編而來。
77. ↑  根據中華民國交通部2021年公告，新苗81線由原苗34-2線全線、苗栗市無名道路、西湖鄉無名道路等路段改編而成。
78. ↑  根據中華民國交通部2021年公告，新苗81-1線由原苗34-3線全線改編而成。
79. ↑  根據中華民國交通部2021年公告，新苗82線由通霄鎮竹林路、通霄鎮無名道路、銅鑼鄉無名道路、原苗38-1線部分路段等路段改編而成。
80. ↑  根據中華民國交通部2021年公告，新苗83線由原苗71線部分路段改編而成。
81. ↑  根據中華民國交通部2018年公告，通霄鎮拱天聖母橋（含引道）納編為苗栗縣鄉道「苗86線」。

### 主管機關公告
1. 1 2 3 4 5 6 7 8 9 10 11 12 13 14 15 16 17 18 19 20 21 22 23 24 25 26 27 28 29 30 31 32 33 34 35 36 37 38 39 40 41 42 43 44 45 46 47 48 49 50 51 52 53 54 55 56 57 58 59 60 61 62 63 64 65 66 67 68 69 70 71 72 73 74 75 76 77 78 79 80 81 82 83 84 85 86 87 88 89 90 91 92 93 94 95 96 97 98 99  . 中華民國交通部公告發布令. 交路字第1100400642號. 中華民國交通部. 2021-01-25  [2022-05-09]. （原始内容存档于2022-06-17）.
2. 1 2  . 中華民國交通部公告發布令. 交路字第1030414229號. 中華民國交通部. 2014-11-07  [2022-05-19]. （原始内容存档于2022-07-09）.
3. 1 2 3  . 中華民國交通部公告發布令. 交路字第1020412201號. 中華民國交通部. 2013-10-02  [2022-12-20]. （原始内容存档于2017-12-15）.
4. 1 2  . 中華民國交通部公告發布令. 交路字第1060404529號. 中華民國交通部. 2017-04-28  [2023-01-30]. （原始内容存档于2023-01-30）.
5. 1 2 3   (pdf). 政府公報資訊網. 行政院公報第18卷第157期. 中華民國行政院. 2012-08-17  [2024-01-08]. （原始内容存档于2021-06-13）.
6. ↑  . 中華民國交通部公告發布令. 交路字第1050410337號. 中華民國交通部. 2016-08-09  [2024-01-13]. （原始内容存档于2024-01-13）.
7. ↑  . 中華民國交通部公告發布令. 交路字第1070411580號. 中華民國交通部. 2018-10-05  [2018-10-05]. （原始内容存档于2018-10-05）.